# Yudo Auto

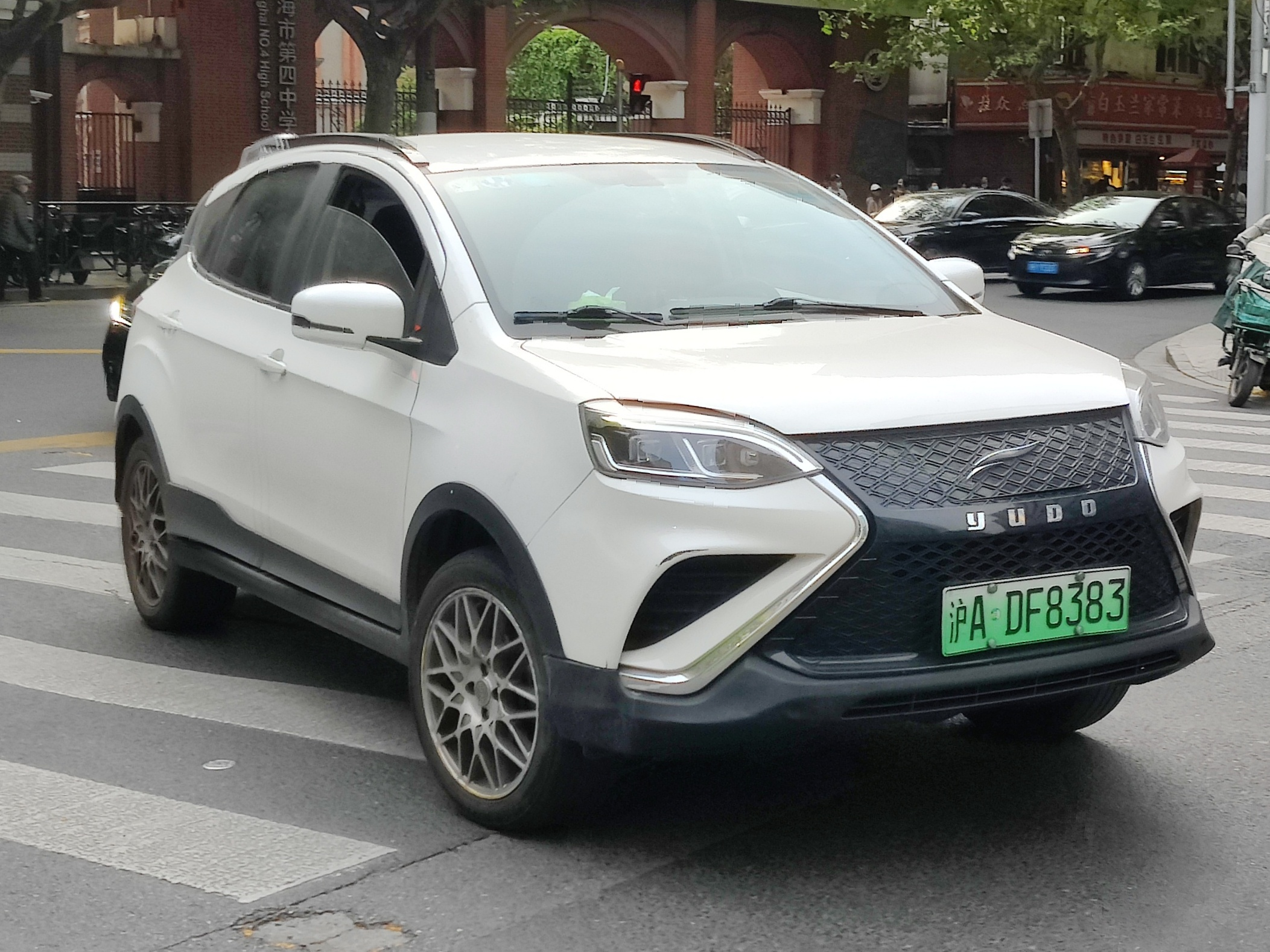
Yudo π3

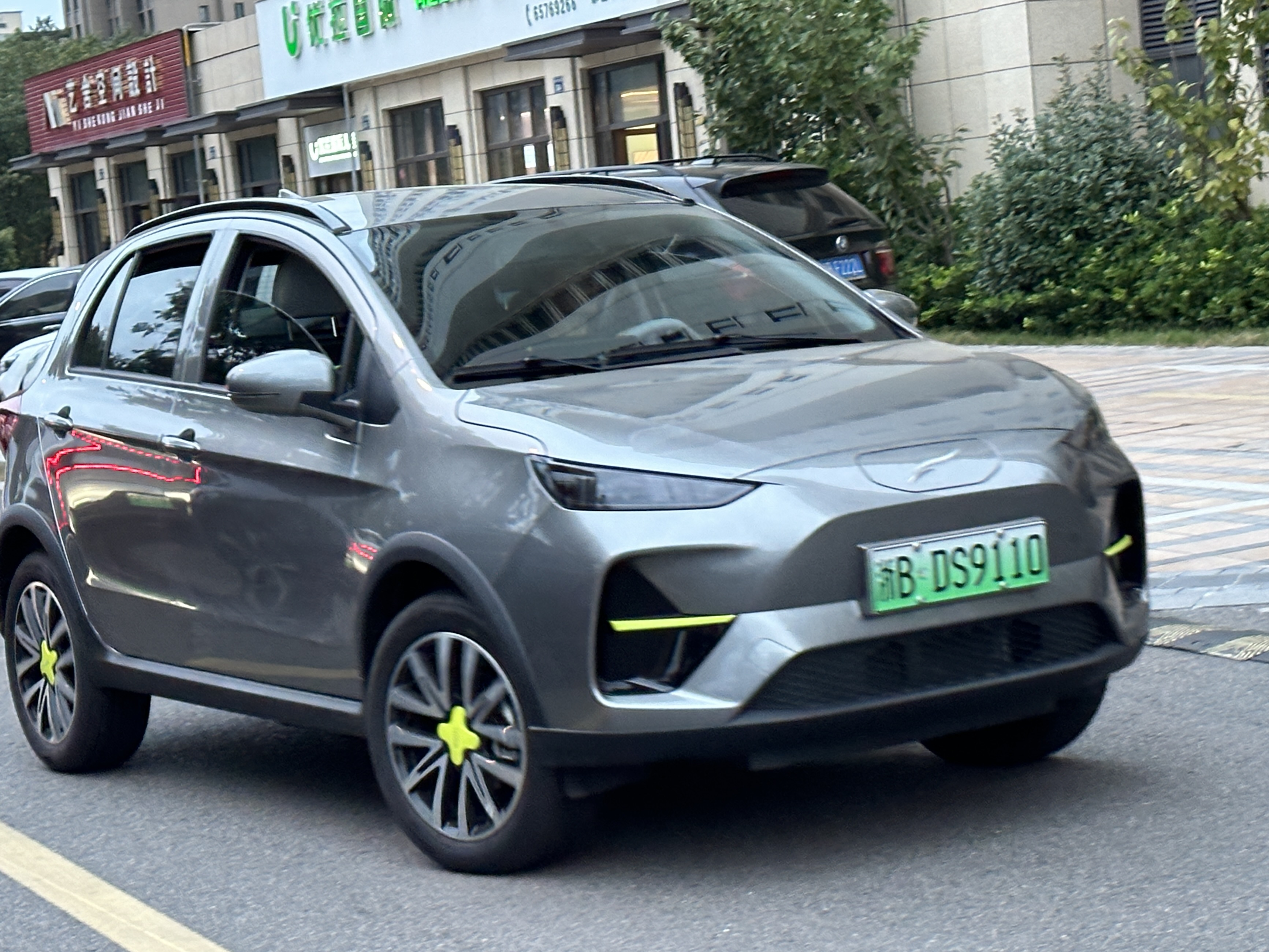
Yudo Yuntu

Yundu New Energy Vehicle Co., Ltd. – chiński producent elektrycznych crossoverów z siedzibą w Putian działający od 2015 roku. Należy do chińskiego przewoźnika lotniczego Juneyao Group. 

## Historia
W grudniu 2015 roku z inicjatywy chińskigo koncernu motoryzacyjny Fujian Motors Group i władz prowincji Fujian utworzono nowe przedsiębiorstwo Yudo Auto, którego celem było wkroczenie do intensywnie rozwijającej się w Chinach klasy samochodów elektrycznych. Oficjalna prezentacja dwóch pierwszych produkcyjnych pojazdów Yudo odbyła się w lutym 2017 roku, z czego oba przyjęły postać niewielkich, subkompaktowych crossoverów pod charakterystycznymi nazwami. Producent zastosował literę π pochodzącą z greckiego alfabetu, nazywając mniejszy model π1, a większy - π3. Dwa miesiące później, w kwietniu 2017 roku, przedsiębiorstwo przedstawiło z kolei swój pierwszy studyjny pojazd X-Pi. W 2018 roku przedstawiono z kolei linię prototypów zwiastujących kolejno miejskiego hatchbacka oraz kompaktowego SUV-a, jednak ostatecznie ani Yudo ππ, ani Yudo π7 nie trafiło do seryjnej produkcji i nie wykroczyło poza fazę studyjną.
Yudo Auto nie odniosło sukcesu rynkowego - podczas pierwszego pełnego rynku obecności rynkowej w Chinach sprzedało się 7343 sztuk obu modeli filii, z kolei rok później, w 2019, zanotowano ponad 65% spadek ogólnokrajowej sprzedaży z 2566 sprzedanymi pojazdami. W 2020 roku firma planowała poszerzenie gamy o elektryczny samochód dostawczy V01L na bazie Keytona M70 bratniego koncernu Fujian Motors, jednak pojazd nie trafił do seryjnej produkcji.  Na początku 2022 roku Yudo zrezygnowało z produkcji nowszego i większego π3, a w lutym zmuszone było wstryzmać produkcję także π1 z powodu bankructwa.
Latem 2022 Yudo zostało uchronione od zniknięcia z rynku przez chińskiego przezoźnika lotniczego Juneyao Group. Odkupił on firmę od dotychczasowego właściciela, Fujian Motors Group, i doprowadził do wznowienia produkcji Yudo π1 w lipcu tego roku jako jedynego modelu firmy przez kolejne 2 lata. W lutym 2023 roku firma przedstawiła pierwszy od 4 lat nowy model w postaci Yuntu, będące de facto głęboko zmodernizowanym π1. Ten pozostał w równoległej sprzedaży jako tańszy model jeszcze przez kolejne pół roku, by jesienią 2023 Yudo ponownie stało się firmą opartą na jednym produkcie.

## Modele samochodów

### Obecnie produkowane
- Yuntu

### Historyczne
- π3 (2019–2022)
- π1 (2018–2023)

### Studyjne
- Yudo X-Pi Concept (2017)
- Yudo π7 (2018)
- Yudo ππ (2018)
- Yudo V01L (2020)